# Collegio uninominale Veneto - 01 (2020)
Il collegio elettorale uninominale Veneto - 01 è un collegio elettorale uninominale della Repubblica Italiana per l'elezione del Senato della Repubblica.

## Territorio
Come previsto dalla legge n. 51 del 27 maggio 2019, il collegio è stato definito tramite decreto legislativo all'interno della circoscrizione Veneto.
È formato dal territorio dell'intera provincia di Rovigo (50 comuni) e dell'intera città metropolitana di Venezia (44 comuni).
Il collegio è parte del collegio plurinominale Veneto - 01.

## Eletti
| Elezione | Elezione | Senatore           | Partito           |
| -------- | -------- | ------------------ | ----------------- |
|          | 2022     | Raffaele Speranzon | Fratelli d'Italia |

## Dati elettorali

### XIX legislatura
Come previsto dalla legge elettorale, 74 senatori sono eletti con sistema a maggioranza relativa in altrettanti collegi uninominali a turno unico.
| Candidati                                 | Candidati                    | Voti    | %     | Liste                                 | Voti    | %     |
| ----------------------------------------- | ---------------------------- | ------- | ----- | ------------------------------------- | ------- | ----- |
|                                           | Raffaele Speranzon ✔️ Eletto | 289 025 | 53,64 | Fratelli d'Italia                     | 164 845 | 30,59 |
| Lega per Salvini Premier                  | Raffaele Speranzon ✔️ Eletto | 289 025 | 53,64 | 73 731                                | 13,68   |       |
| Forza Italia                              | Raffaele Speranzon ✔️ Eletto | 289 025 | 53,64 | 35 584                                | 6,60    |       |
| Noi moderati/Lupi - Toti - Brugnaro - UDC | Raffaele Speranzon ✔️ Eletto | 289 025 | 53,64 | 14 865                                | 2,76    |       |
|                                           | Michele Mognato              | 137 297 | 25,48 | Partito Democratico-IDP               | 98 179  | 18,22 |
| Alleanza Verdi e Sinistra                 | Michele Mognato              | 137 297 | 25,48 | 19 480                                | 3,62    |       |
| +Europa                                   | Michele Mognato              | 137 297 | 25,48 | 17 613                                | 3,27    |       |
| Impegno Civico - Centro Democratico       | Michele Mognato              | 137 297 | 25,48 | 2 025                                 | 0,38    |       |
|                                           | Gabriele Galiazzo            | 39 952  | 7,41  | Azione - Italia Viva - Calenda        | 39 952  | 7,41  |
|                                           | Sara Gaggio                  | 38 456  | 7,14  | Movimento 5 Stelle                    | 38 456  | 7,14  |
|                                           | Nicoletta Ciriello           | 13 000  | 2,41  | Italexit                              | 13 000  | 2,41  |
|                                           | Vanessa Zuppa                | 7 549   | 1,40  | Vita                                  | 7 549   | 1,40  |
|                                           | Paolo Denat                  | 5 808   | 1,08  | Italia Sovrana e Popolare             | 5 808   | 1,08  |
|                                           | Filippo Nappi                | 5 737   | 1,06  | Unione Popolare                       | 5 737   | 1,06  |
|                                           | Paola Ganz                   | 1 976   | 0,37  | Alternativa per l'Italia (PdF - Exit) | 1 976   | 0,37  |
| Totale                                    | Totale                       | 538 800 | 100   |                                       | 538 800 | 100   |
|                                           |                              |         |       |                                       |         |       |
| Voti non validi                           | Voti non validi              | 24 193  | 4,30  |                                       |         |       |
| Votanti                                   | Votanti                      | 562 993 | 67,60 |                                       |         |       |
| Elettori                                  | Elettori                     | 832 846 |       |                                       |         |       |